# Tiêu Thủy

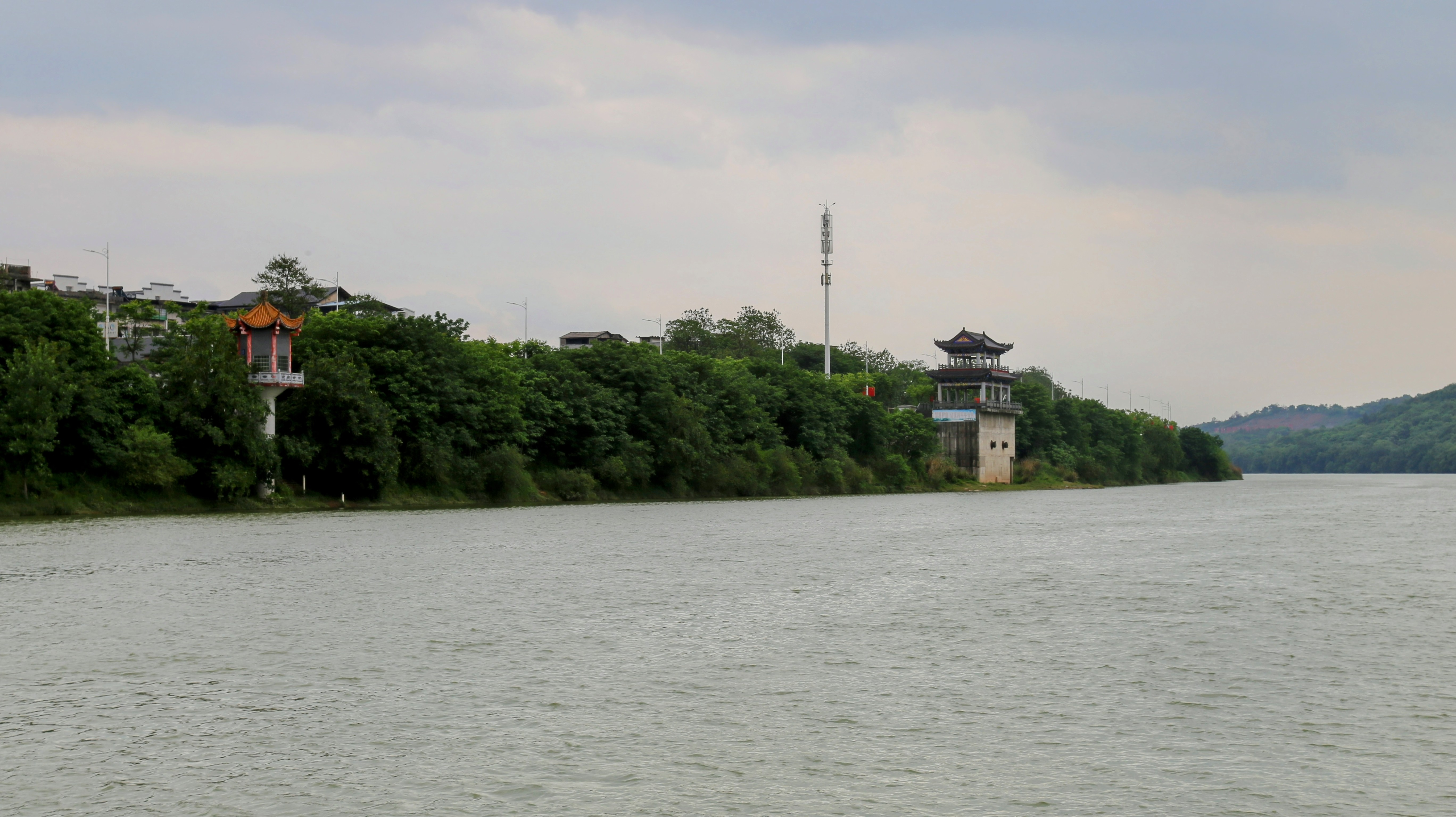
Tiêu Thủy

Sông Tiêu hay Tiêu Thủy (giản thể: 潇水; phồn thể: 瀟水; bính âm: Xiāoshuǐ), thời cổ gọi là Doanh Thủy (营水) là chi lưu cấp 1 chủ yếu của Tương Giang. Tiêu Thủy bắt nguồn từ chân núi phía nam của Dã Trư Sơn thuộc tỉnh Hồ Nam, dòng chảy qua các huyện Lam Sơn, Giang Hoa, Giang Vĩnh, Đạo, Song Bài, rồi nhập vào Tương Giang. Tiêu Thủy có chiều dài là 354 km, diện tích lưu vực là 12099 km², lưu lượng bình quân hàng năm là 370 m³/giây. Các công trình thủy lợi chủ yếu được xây dựng trên sông là hồ chứa Thiên Hà, hồ chứa Song Bài.